# Surface-conduction electron-emitter display

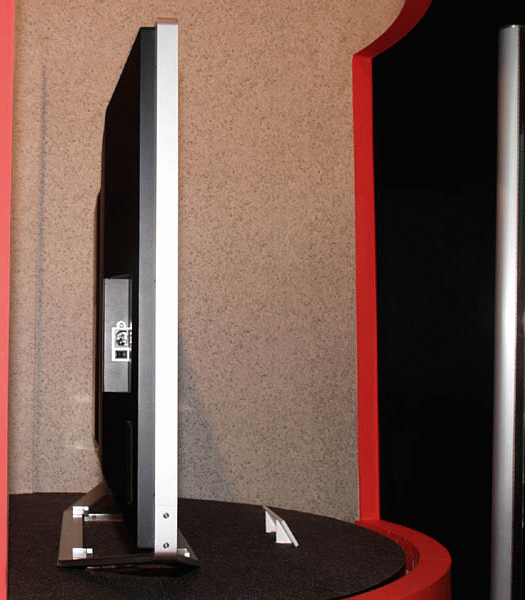
SED-scherm

De Surface-conduction Electron-emitter Display (SED, Oppervlaktegeleidingselektronenemissiebeeldscherm) is een plat, hogeresolutiescherm dat ontwikkeld werd door Canon en Toshiba. Na een aantal aankondigingen en een geschil over patentrechten heeft Toshiba in 2006 echter aangekondigd de ontwikkeling voorlopig uit te stellen

## Techniek
Een SED bestaat uit een reeks minuscule elektronenkanonnen en een laag fosfor die van elkaar gescheiden zijn door een vacuümruimte van slechts enkele nanometers. Elk elektronenkanon staat voor één pixel (beeldpunt). Deze elektronenkanonnen gebruiken veldemissie om elektronen af te schieten. De elektronenstraal uit het elektronenkanon zorgt ervoor dat het fosfor oplicht, zodat er een beeld ontstaat. In tegenstelling tot CRT hoeft bij SED de elektronenstraal niet gericht te worden en wordt gebruikgemaakt van een veel lagere elektrische spanning. De helderheid en het contrast zijn vergelijkbaar met hoge kwaliteit CRT's. Er zijn prototypes van elektronenkanonnen ontwikkeld met een diameter van enkele nanometers.
De verwachting was dat deze techniek breed geaccepteerd zou worden voor het gebruik in televisies. Een SED's met een beelddiagonaal van meer dan één meter gebruikt slechts 50% van de energie van cathode ray tubes (CRT) en 33% van de energie van plasmaschermen met vergelijkbare afmetingen.
Men kan stellen dat SED de voordelen van CRT (hoge beeldkwaliteit, geen backlight) met de voordelen van TFT combineert (plat formaat).
SED-monitoren hebben enkele belangrijke voordelen ten opzichte van de gangbare op TFT en CRT gebaseerde schermen. De reactietijd bedraagt minder dan een milliseconde, de contrastratio bedraagt 100.000 tot 1 en de kijkhoek is 180 graden. Daarnaast is een SED-scherm in staat om echt zwart weer te geven. Bij TFT's is altijd sprake van enig restlicht. In vergelijking met plasmaschermen kunnen de individuele pixels kleiner zijn terwijl door de directe emissie het energieverbruik lager is. Een mogelijke concurrent van SED-displays is de oled-technologie.